# Ripetizione continua dei segnali

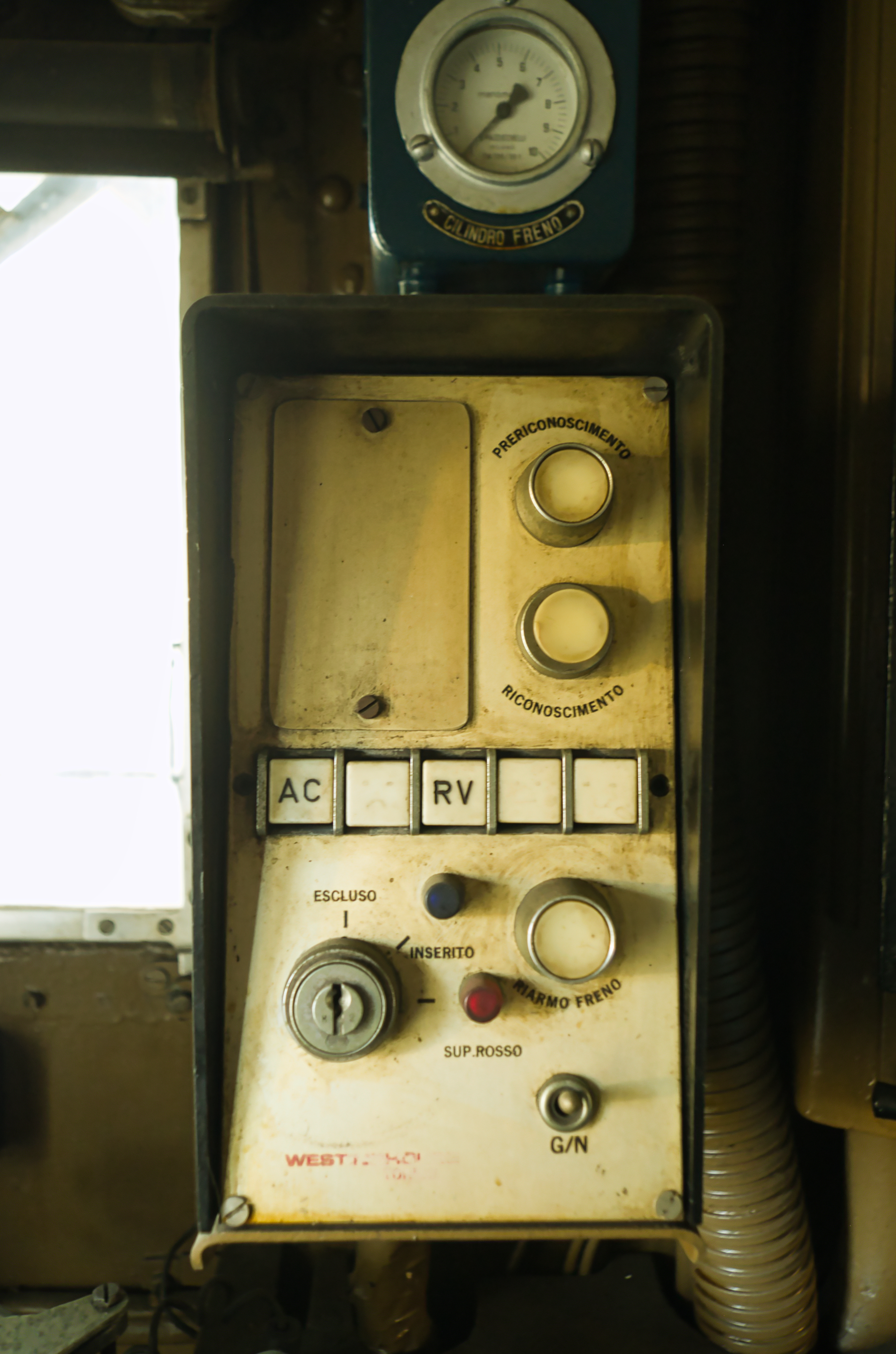
Cruscotto separato tipo Westinghouse in cabina dell'E.326.004, conservato al museo nazionale ferroviario di Pietrarsa

La ripetizione continua dei segnali, o ripetizione segnali continua e abbreviato in RSC, è un sistema introdotto negli anni '80 per la trasmissione di dati sullo stato delle sezioni di blocco e del segnalamento luminoso sulle linee ferroviarie attrezzate con blocco elettrico automatico a correnti codificate.

## Tipi di codifica
Nella rete statale italiana con la sola modulazione applicata sulla portante in corrente alternata a 50 Hz si trasmettono convenzionalmente quattro codici, identificati in base al numero di interruzioni al minuto provocate: 75, 120, 180 e 270.
Per rendere possibile la trasmissione di un numero di codici maggiore, e dunque permettere velocità maggiori, venne introdotta, inizialmente sulla Direttissima Firenze-Roma, un secondo segnale portante a 178 Hz che permette, interrompendolo 75, 120 o 180 volte al minuto, di portare a 20 il numero totale di codici utilizzabili. Vengono però impiegate solo 9 combinazioni, per altrettanti messaggi trasmessi: varie combinazioni di segnali sono scartate perché rischiose per varie ragioni, altre semplicemente non sono mai state impiegate.
L'assenza di codice così come l'assenza totale di corrente nel binario equivalgono alla condizione di superamento del segnale di via impedita e comportano in ogni caso l'immediata frenatura da parte del sottosistema di bordo del convoglio (salvo che il dispositivo di bordo non sia stato deliberatamente disattivato o che ci si trovi su tracciato deviato non codificato riconosciuto): ciò garantisce la sicurezza anche in caso di guasti o altri eventi accidentali che interrompano la funzionalità degli impianti di terra.

### 4 codici
Nel caso di codifica a 4 codici valgono ad esempio i seguenti significati, ordinati dal meno restrittivo al più restrittivo:
- codice 270: via libera senza nessuna limitazione (velocità di norme tecniche);
- codice 180: avviso anticipato di via libera per un percorso deviato, o avviso di riduzione di velocità per rallentamenti o altre situazioni particolari;
- codice 120: avviso di riduzione di velocità per un tracciato deviato da percorrere a 30, 60 o 100 km/h;
- codice 75: avviso di via impedita;
- AC (assenza di codice): la sezione è occupata o si è su tracciato deviato; il macchinista, per evitare l'intervento del sottosistema di bordo, deve "riconoscere" l'assenza codice tramite un pulsante del cruscotto di bordo.

Con il sistema a 4 codici la velocità massima, purché la linea lo ammetta per le sue caratteristiche tecniche, è di 180 km/h.

### 9 codici

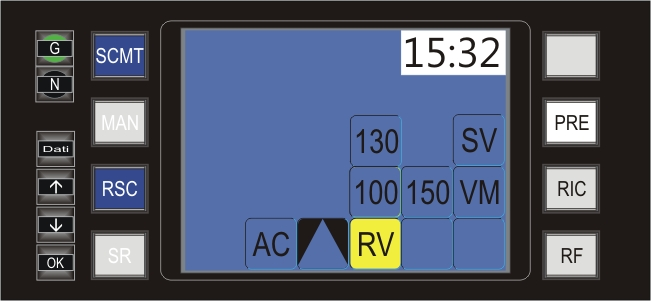
Cruscotto SCMT con pulsantiera e funzione RSC integrata. Qui è captato il codice 120 con tasto PRE attivo

Nella codifica a 9 codici la ripetizione del segnale è estesa a varie sezioni precedenti il segnale d'avviso (i cinque codici aggiuntivi servono a questo), aumentando considerevolmente lo spazio di frenatura e quindi la velocità massima di linea, che sale fino a 250 km/h. Combinando opportunamente il segnale portante con quello secondario si ottengono i seguenti codici aggiuntivi:
- codice 270**: super verde, consente una velocità massima di 250 km/h;
- codice 270*: verde medio, consente una velocità massima di 230 km/h;
- codice 180*: avviso anticipato di via libera per un percorso deviato, o avviso di riduzione di velocità a massimo 100 km/h (o 130, non utilizzato). In alternativa avvisa della riduzione della velocità massima di linea a 150 km/h per lavori;
- codici 120** e 120*: informazione uguale al codice 120, ma specifico per le deviate a 100 km/h (120*) o 130 (120**, non utilizzato);

### Sequenze
Le sequenze di codici letti dalla macchina possono essere di tre tipi: logiche restrittive, logiche particolari e illogiche.
Logiche restrittive
Avvengono in presenza di segnali di 1ª categoria posti a via impedita o a via libera per un itinerario deviato. Prendendo in esame il sistema a 4 codici avremo:
- 270, 180, 75: normale sequenza in presenza di un segnale a via impedita;
- 270, 180, 120, PRE, AC: normale sequenza in presenza di un segnale posto a via libera per un itinerario deviato a 30, 60 o 100 km/h.

Logiche particolari
Il codice 180 viene captato ad almeno 2700 m prima del segnale ultimo preso in considerazione. In caso contrario, si potrebbe verificare la captazione del codice 180 sotto un segnale a via libera per garantire lo spazio di frenatura.
In presenza di rallentamenti notificati, punti singolari della linea (come posti di verifica boccole, zone caduta massi, deviatoi di linea), riduzioni di velocità massima della linea e zone non codificate su linea codificata verrà sempre captato il codice 180 (nell'ultimo caso verrà succeduto dall'assenza codice regolarmente prericonosciuta).
Il codice 75 viene captato anche sotto ad un segnale con aspetto di avviso di via impedita nel caso in cui tra questo e il successivo vi siano tra 900 e 600 m, o sotto a un segnale con aspetto doppio giallo o rosso doppio giallo (distanza dal successivo segnale minore di 600 e maggiore o uguale a 350 m).
Illogiche
Tutte le sequenze diverse da quelle riportate sopra, in caso la macchina ne rilevi una è comandata la frenatura di emergenza. Nello specifico, è sequenza illogica ogni qual volta che dopo un qualsiasi codice si manifesti l'assenza codice non prericonosciuta o senza l'effettuazione dell'operazione di supero rosso autorizzata. Un altro esempio è la successione al 270 di un codice 75 (chiusura improvvisa del segnale successivo) o la captazione di un qualsiasi codice dopo il 120 o 120*, che deve essere sempre succeduto dall'assenza codice prericonosciuta.

## Apparecchiatura di bordo

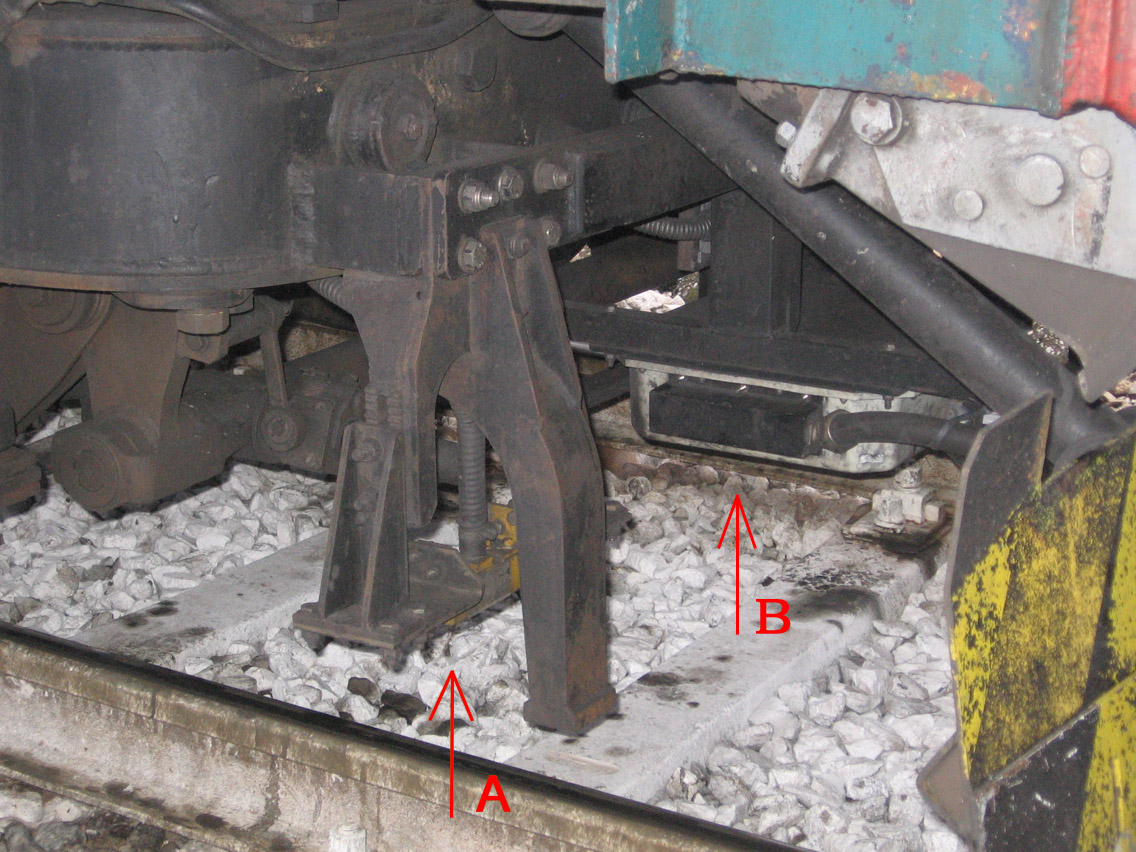
Antenna RSC (A) e captatore SCMT (B) su un locomotore E.656

L'apparecchiatura di bordo fornisce al macchinista ripetizioni ottiche conformi allo stato di occupazione delle sezioni di blocco a valle e, quindi, all'aspetto dei segnali di via attraverso codici. Ad ogni codice captato è associato un valore massimo di velocità che deve essere rispettato per garantire la sicurezza.
Le correnti di binario vengono captate tramite due bobine captatrici installate davanti al primo asse del treno, l'informazione viene filtrata e amplificata per essere poi decodificata e rivelata tramite l'eccitazione di appositi relè di codice. Una logica mista relè-elettronica provvede alle funzioni di rivelazione ottiche, acustiche e di intervento sul circuito frenante.
Il macchinista, a ogni variare in maniera restrittiva del codice in linea, ha circa 3 secondi per riconoscere il nuovo codice e premere il pulsante "RIC" sul cruscotto altrimenti si attiva la frenatura d'emergenza del treno (su SCMT funzione TRAIN TRIP).

### Cruscotto separato

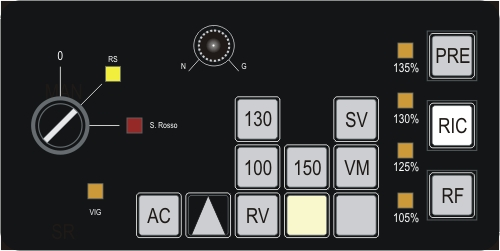
Cruscotto tipo SASIB a 9 codici, con codice 180 da riconoscere

I vecchi cruscotti RSC, costruiti da varie case produttrici, erano dotati di:
- luci relative ai codici captati
- pulsanti di riconoscimento, prericonoscimento e riarmo freno
- selettore con chiave per inserzione e supero rosso
- spie "RS efficiente", "supero rosso" e per la percentuale di massa frenata

Alla ripetizione segnali era aggiunta la funzione del Controllo Velocità (abbreviato CV) nei cruscotti a 9 codici, effettuava il controllo della velocità del convoglio in relazione al codice captato e realizzando una curva quando veniva captato un codice più restrittivo in relazione alla percentuale di massa frenata impostata. Nei cruscotti a 4 codici tale funzione era sostituita dal Dispositivo Automatico di Frenatura (abbreviato DAF), che effettuava il controllo riguardo alle sole velocità massime imposte dai codici.
Con l'introduzione del sistema SCMT il cruscotto proprio della RSC è stato eliminato e le relative funzioni inglobate nel nuovo cruscotto di bordo.

## Segnaletica a terra
Lo stato della codifica del binario viene indicato con della segnaletica a terra di forma romboidale. Tali segnali possono essere di avviso o inizio tratto codificato, non codificato o di fine tratta codificata su linea normalmente codificata.